# Washington Commanders
Washington Commanders, tidigare kända under efterledet Redskins (1933–2022), är ett professionellt amerikansk fotbolls-lag i Washingtons storstadsområde i USA som spelar i National Football League (NFL). Klubbens hemmaarena är Fedex Field som har en kapacitet på 58 000 åskådare och ligger i Landover i Maryland. Klubben har sitt högkvarter och träningsanläggning i Ashburn i Virginia.

## Historia
Laget grundades i Boston under namnet Boston Braves 1932 och anslöt sig till NFL samma år. Redan nästa år bytte klubben namn till Boston Redskins. På grund av dåliga publiksiffror flyttade laget 1937 till Washington och bytte namn till Washington Redskins.
Efter flera års protester mot smeknamnet "Redskins" och logotypen i form av en ursprungsamerikan pensionerades logotypen och namnet byttes tillfälligt till Washington Football Team 2020 efter påtryckningar från aktieägare och sponsorer. Den 2 februari 2022 tillkännagavs det nya namnet Washington Commanders.

## Hemmaarena
Commanders hemmaarena är Fedex Field i Landover i Maryland, som har en publikkapacitet på 58 000 åskådare, och som invigdes 1997 som Jack Kent Cooke Stadium. Arenan fick sitt nuvarande namn sedan Fedex, ett av USA:s största fraktföretag, köpt namnrättigheterna för en summa motsvarande 45 miljoner kronor per år.

## Tävlingsdräkt
- Hemma och borta: Vit tröja med vinröd text, vinröda byxor med gul/vita revärer
- Borta: (Ibland) Vinröd tröja med vit text, vita byxor med vinröd/gula revärer
- Hjälm: Vinröd med tröjnummer på sidorna i gult.

## Mästerskapsvinster
7 – (1937, 1942, 1972, 1982, 1983, 1987, 1991)

### Super Bowl
- Super Bowl VII 1972 med förlust mot Miami Dolphins
- Super Bowl XVII 1982 med vinst mot Miami Dolphins
- Super Bowl XVIII 1983 med förlust mot Los Angeles Raiders
- Super Bowl XXII 1987 med vinst mot Denver Broncos
- Super Bowl XXVI 1991 med vinst mot Buffalo Bills

## Svenska spelare
- Ola Kimrin (fem matcher 2004)[4]

## Fotogalleri

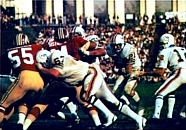
Redskins mot Miami Dolphins i Super Bowl VII.
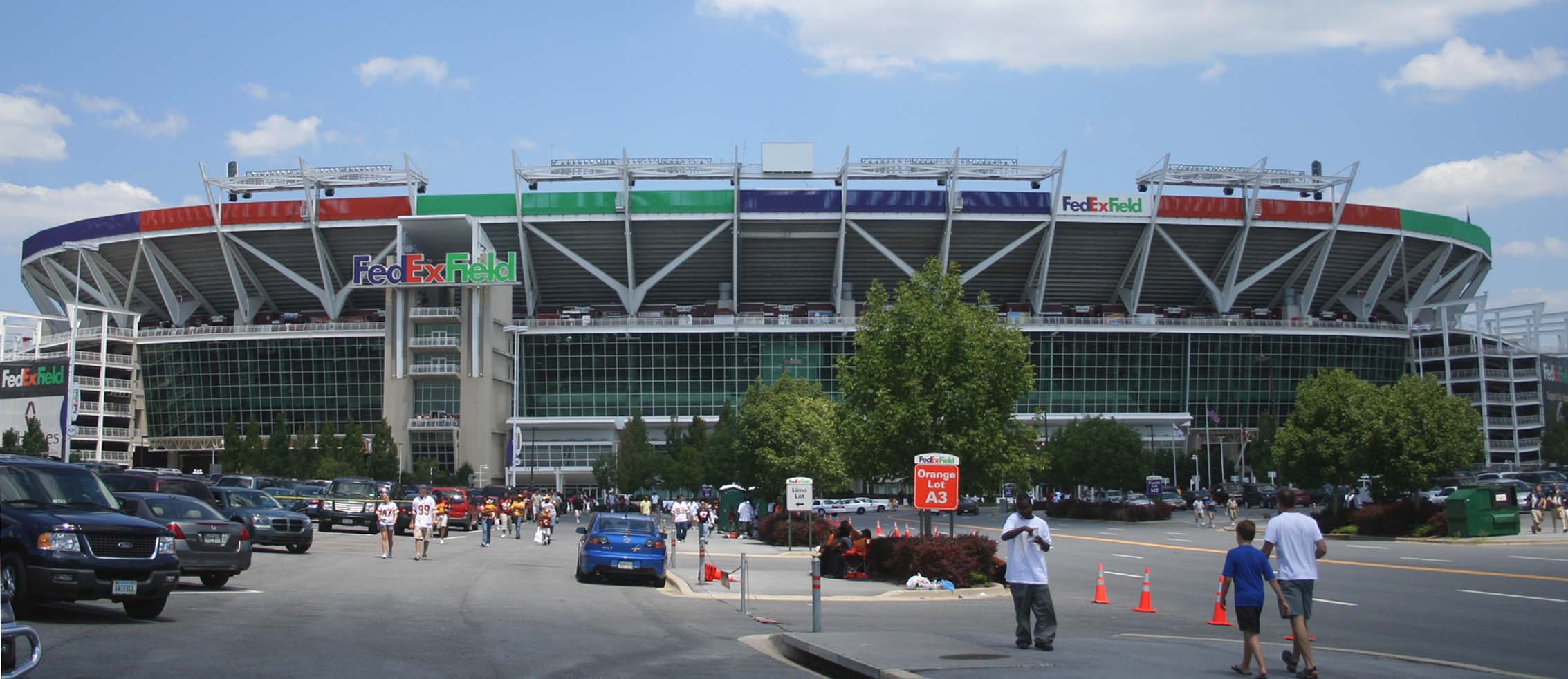
Fedex Field, hemmaarena sedan 1997.
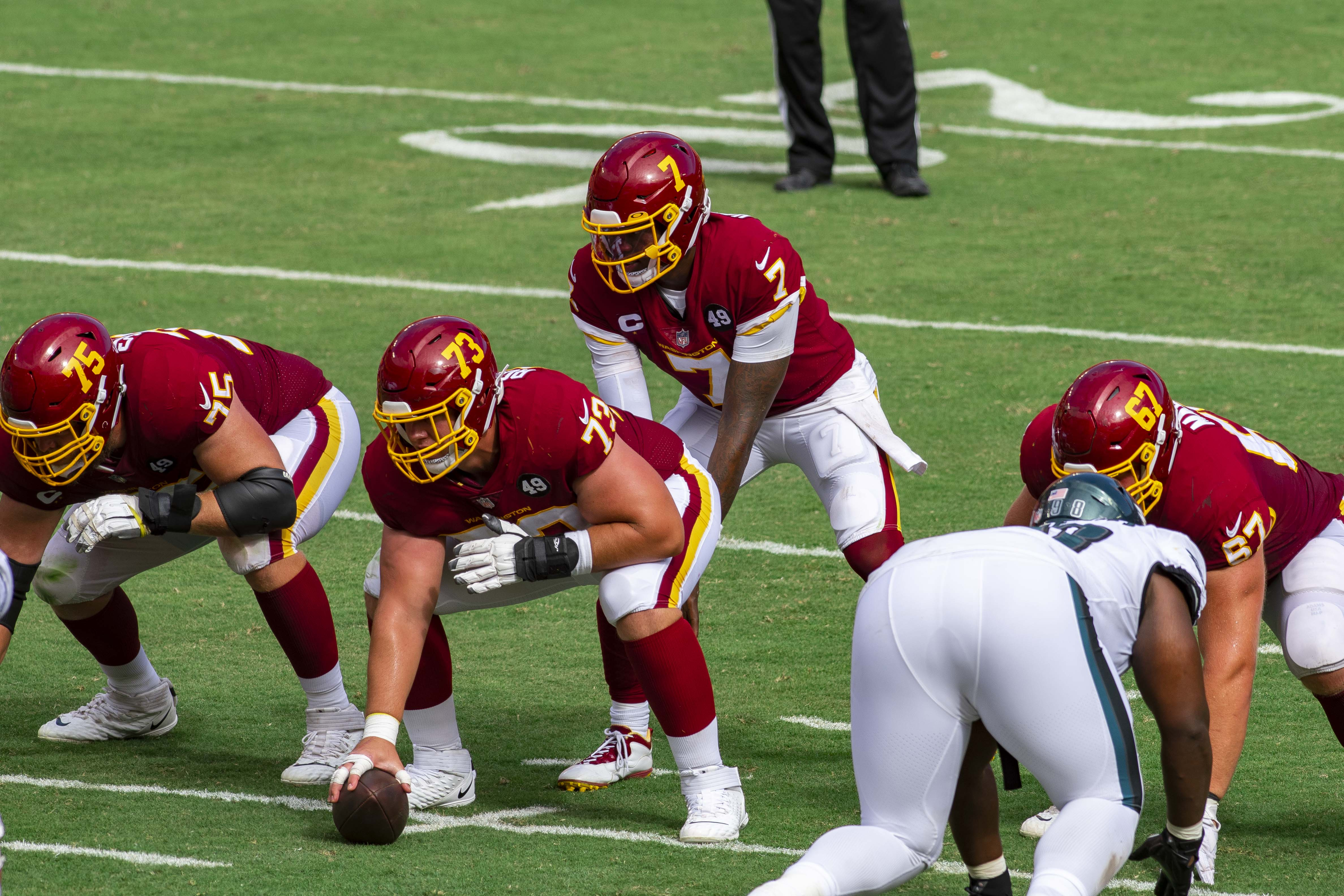
Washingtons dräkter 2020, efter att ha pensionerat Redskins-namnet.
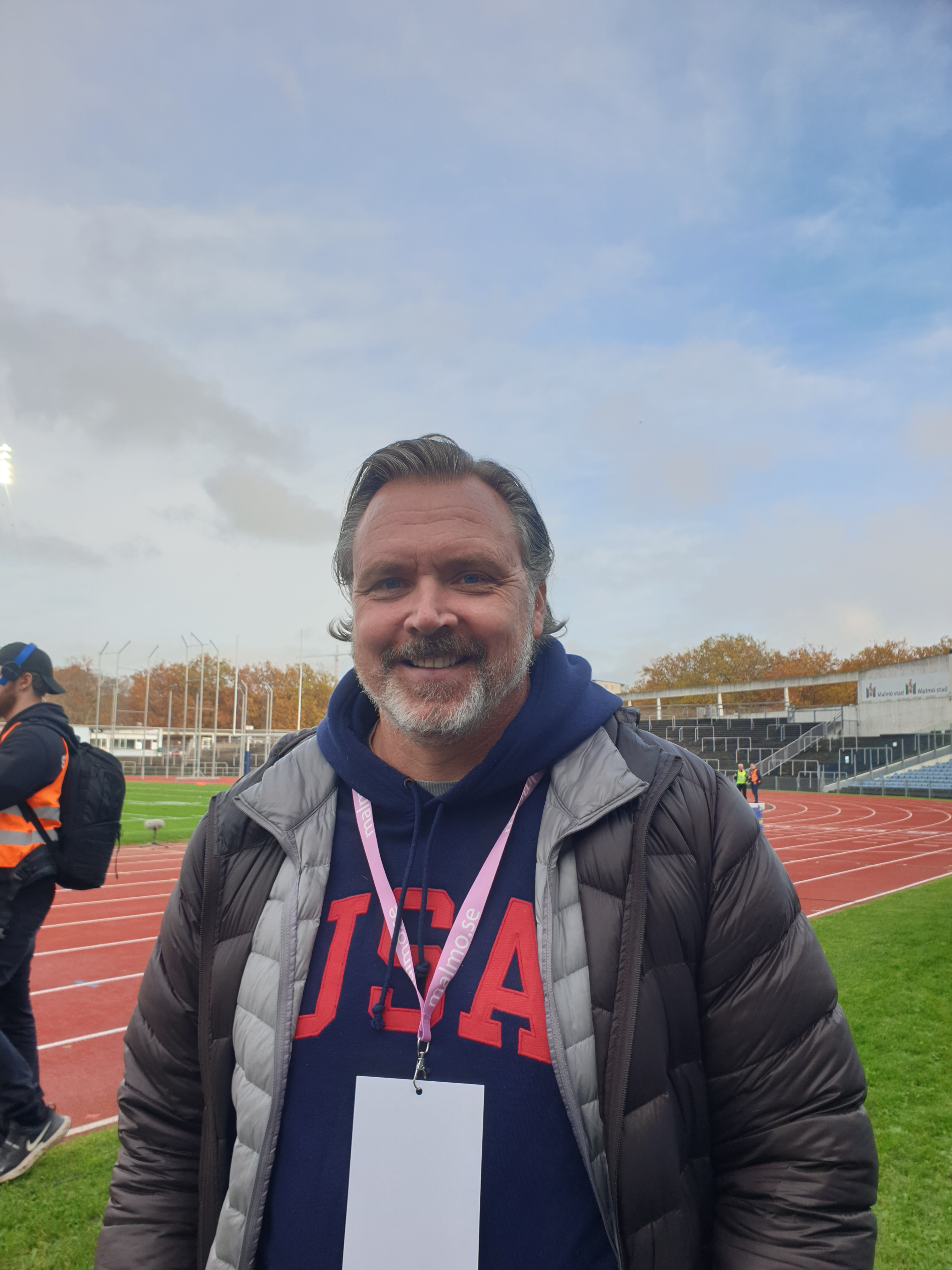
Ola Kimrin 2021.